# 柏崎市立柏崎小学校
柏崎市立柏崎小学校（かしわざきしりつかしわざきしょうがっこう）は、新潟県柏崎市学校町1-88にある公立小学校である。

## 沿革
- 1873年（明治6年）10月　新潟県第4中学校区第37私学校として児童数33名で創立（10月2日）。
- 1873年（明治6年）12月　新潟県第4中学校区私立第5番小学と改称。
- 1878年（明治11年）9月　校舎現在地に新築。敷地内に行在所を設置し明治天皇巡幸時に宿泊。
- 1881年（明治14年）11月　新潟県第8中学校区第一小学区公立小学柏崎校と改称。
- 1885年（明治18年）8月　新潟県刈羽郡第一学区柏崎小学校と改称。
- 1887年（明治20年）4月　新潟県刈羽郡尋常科柏崎小学校と改称。
- 1892年（明治25年）4月　新潟県刈羽郡柏崎町立柏崎尋常小学校と改称。
- 1902年（明治35年）5月　行在所に皇太子（大正天皇）宿泊。
- 1917年（大正6年）7月　行在所に秩父宮・高松宮来所。
- 1922年（大正11年）11月　創立50周年記念事業で現校歌制定、および校旗樹立。
- 1928年（昭和3年）4月　児童数2,715名（翌年4月、大洲校を分離）。
- 1940年（昭和15年）7月　柏崎市立柏崎尋常高等小学校と改称。
- 1941年（昭和16年）4月　柏崎国民学校と改称。
- 1947年（昭和22年）4月　柏崎市立柏崎小学校と改称。
- 1947年（昭和22年）5月　柏崎市立第一中学校、第二中学校、第三中学校合同開校式が本校西運動場にて挙行。第一中学校、本校校舎を間借りし授業開始。
- 1947年（昭和22年）10月　昭和天皇の行幸（昭和天皇の戦後巡幸）[1]。グラウンドに市民奉迎場を設けて天皇を迎えた[2]。
- 1948年（昭和23年）7月　柏崎小学校PTA設立。文部省指定「正しく明るいことば」研究校。
- 1950年（昭和25年）5月　現グラウンド完成。
- 1951年（昭和26年）2月　学校給食開始。
- 1953年（昭和28年）4月　校舎を間借りしていた第一中学校が独立校舎へ移転。
- 1958年（昭和33年）10月　プール竣工。
- 1960年（昭和35年）11月　マーチングバンド結成。
- 1966年（昭和41年）10月　「強い子の像」除幕。
- 1967年（昭和42年）11月　「母子像」除幕。
- 1974年（昭和49年）10月　現校舎竣工。
- 1975年（昭和50年）　西運動場（現体育館）竣工。
- 1976年（昭和51年）8月　中庭ひょうたん池竣工。
- 1993年（平成5年）3月　児童会柏木会歌「柏の樹をこえて」制定。
- 2002年（平成14年）9月　校舎大規模改修工事竣工。
- 2003年（平成15年）10月　中庭「柏木ビオトープ」完成。
- 2007年（平成19年）8月　天皇・皇后来校（中越沖地震による避難所訪問）。
- 2008年（平成20年）7月　創立135周年記念航空写真撮影。
- 2011年（平成23年）4月　福島県被災児童25名受け入れ。
- 2013年（平成25年）10月　創立140周年記念「おいわいの140さい わくわく柏小シアター2013」を開催。

## 進学中学校
- 柏崎市立第一中学校

## アクセス
JR柏崎駅から徒歩約14分